# كوبري الثقافة
كوبري الثقافة هو كبري يقع في نطاق الوحدة المحلية لحى شرق سوهاج، وهو يأتي ضمن مشروعات برنامج التنمية المحلية بصعيد مصر.

## الوصف
اتجاهات الكوبرى بداية من شارع التحرير وحتى شارع الشهيد بعرض متفاوت من 14.5م إلى 19.5م، ويضم 4 حارات بواقع حارتين لكل اتجاه، ويشمل منزل بشارع بورسعيد 200م بعرض 6.8م بواقع حارتين، ومطلع من شارع أسيوط/سوهاج 175م بعرض 6.8م بواقع حارتين، بالإضافة إلى مطلع من شارع المحطة 135م بعرض 6.3م بواقع حارتين، و الهدف من الإنشاء تجنب التداخل بين الاتجاهات المختلفة، وتحقيق السيولة المرورية بمدينة سوهاج.
المشروع يأتي ضمن خطة برنامج التنمية المحلية بصعيد مصر، بتكلفة بلغت 304 ملايين جنيه، ويخفف الازدحام المروري بمنطقة العروبة ونفق الثقافة وشارع الشهيد، وذلك في إطار تحسين مستوى الخدمات المقدمة للمواطنين بالمحافظة.